# 乔伊鲁科蒂亚
34°47′48.21″N 33°20′37.39″E / 34.7967250°N 33.3437194°E
乔伊鲁科蒂亚（Choirokoitia，或根据现代希腊语拼写为Khirokitia；希腊语：Χοιροκοιτία）是塞浦路斯岛上的一处歐洲較早的考古遗址，时间最早可以追溯到石器时代，现存建筑的时间约为公元前7世纪到公元前4世纪。1998年，乔伊鲁科蒂亚被联合国教科文组织列为世界遗产。
由于保存良好以及其重要性，乔伊鲁科蒂亚成为地中海东部著名的遗址。它的重要意义在于其证明了一个以集体聚居的形式的有组织的社会的形成，而且从遗迹中还可以看出为保护公共聚居区而建立的环绕式的防御工事。
遗迹与其他分散于整个塞浦路斯的约二十处类似的聚居区遗迹共同组成新石器时代的代表性遗址。

## 发掘历史
1934年，塞浦路斯文物部门的主任，波菲里奥斯·迪凯奥博士（Dr Porphyrios Dikaios）发现了这处遗迹，他将初步调查的结果发表在希腊学术杂志上，并于1934年至1946年间领导了共六次发掘。20世纪70年代早期，乔伊鲁科蒂亚得到了进一步的发掘，但随后却由于土耳其军队的侵入而中断。1977年，法国人阿兰·莱布兰（Alain Le Brun）开始恢复发掘工作。1998年的第22届世界遗产大会上，乔伊鲁科蒂亚被联合国教科文组织列为世界遗产。

## 考古
乔伊鲁科蒂亚的聚居区坐落在马罗尼河流域距南海岸约6公里的山坡上。新石器时代，乔伊鲁科蒂亚的居民们以耕种与放牧的形式维持生存。这里的村落都与世隔绝，除了河流，人们还修筑了一道2.5米厚，最高处3米高的石质坚固长墙以制造一个封闭而安全的环境。只有通过长墙的几个入口方可进入村落内。
墙内村中的建筑修建得紧密，并呈环形结构。这些建筑的下部通常是石制的，经年累月堆积上更多的石头。建筑外径从2.3米到9.2米不等，内径则在1.4米至4.8米之间。最近发现的一处建筑倒塌了的平坦屋顶表明，并不是乔伊鲁科蒂亚所有建筑的屋顶都如之前想象的为圆顶。
一些棚屋根据用途分为几个区域，如矮墙、工作平台、休息区、存放区等。屋子内还设有壁炉，可能是用于烹饪与取暖。若干个棚屋组团环绕在一起，围绕着开发的庭院，形成家庭模式。
村落居住人口被认为在当时不超过300至600人。其人种较矮——男性平均身高约为1.61米，女性平均约为1.51米，成年人平均寿命分别为35岁与22岁，婴儿夭折率很高。死去的人会被埋葬在房子地板之下。在某种意味中，这是一种祖先崇拜的文化。
乔伊鲁科蒂亚是塞浦路斯已知的最早的文化，包括较严密的组织和较发达的从事种植、狩猎与放牧的社会。谷物为主要种植的作物。人们也在临近区域的野生果树上摘取果子，如阿月浑子、无花果、橄榄、梅等。遗址中发现的四种主要动物尸体为鹿、绵羊、山羊和猪。
公元前6千年左右，乔伊鲁科蒂亚由于未知的原因被荒弃。人们认为在这之后的约1500年世界内，塞浦路斯岛上一直无人居住，直至索提拉族群（the Sotira group）的出现。